# 達雷爾·K·史密斯
达雷尔·K·史密斯 (1961年11月5日-2017年2月13日)是一个外接員和缝卫，参加了八季加拿大加式足球聯盟，主要代表多倫多阿葛洛斯出战。  史密斯曾参加在国家中央大學橄榄球。
1990年，他以20个橄榄球達陣打破了联盟的记录。.
2017年2月13日，史密斯死于癌症，终年55岁。